# مورین براون نوبرگر
مورین براون نوبرگر-سولومون (به انگلیسی: Maurine Brown Neuberger-Solomon) سناتور سابق عضو حزب دموکرات ایالات متحده آمریکا بود. وی در سال ۱۹۶۰ تا ۱۹۶۷ میلادی سناتور ایالت اورگن در سنای ایالات متحده آمریکا بود.